# 韋寂
韋寂（9世纪？—928年2月29日），字处默，唐朝末年至五代十国后梁、后唐官员。
韋寂开始担任万年县尉、同州夏阳县令。崔胤知道他是循吏，征辟为盐铁巡官。韩建留守西都，擢升他为司法参军。审案平允，被韩建看中。为水部员外郎、判南曹，改任浚仪县令。在后梁官至吏部郎中，再判南曹，官吏敬畏其明察。天成三年二月初六壬午，以光禄卿韦寂去世，唐明宗废朝，追赠礼部尚书。

## 注
1. ↑  《册府元龟》卷七百二十九
2. ↑  《册府元龟》卷六百一十八
3. ↑  《册府元龟》卷四百五十九
4. ↑  《册府元龟》卷六百三十七
5. ↑  《旧五代史》卷三十九·唐明宗纪